# Rafael Gálvez
Rafael 'Rafa' Gálvez Cerillo (ur. 20 maja 1993 w Kordobie) – hiszpański piłkarz występujący na pozycji pomocnika w Albacete Balompié.